# 烏古斯葉護國
烏古斯葉護國，是一個烏古斯人的國家，在750年–1055年出现在哈萨克中西部。葉護國西接可萨汗国，東接基马克与葛逻祿。这国家是塞尔柱帝國的前身。
他们有一个所谓首都賈肯特，在锡尔河下游。他们活动範圍由塔拉斯，讹答剌至咸海，南至卡拉庫姆沙漠。

## 政治制度
他们首领叫叶护，王子叫亦納勒，太傅叫阿德貝格，統軍的叫苏巴什，叶护世袭但在王子中推选出。
他们曾经与拜占廷一起打败可薩汗國，10世纪中开始衰落。塞尔柱突厥人從叶护国中分裂出(塞爾柱·貝格以尋找牧場為由遷往伊朗)，其他突厥人开始攻击叶护国，叶护国于十一世纪在钦察人攻击下崩溃。
早期信仰騰格里，後來伊斯蘭教。

## 资料
- 《中亚文明史》第四卷上